# Otto e mezzo (diciassettesima edizione)
La diciassettesima edizione del programma televisivo Otto e mezzo, composta da 244 puntate, è stata trasmessa sul canale televisivo LA7 dall'11 settembre 2017 al 30 giugno 2018.
L'edizione è condotta da Lilli Gruber e diretta da Massimiliano Moccia. Ogni puntata include Il Punto di Paolo Pagliaro.
| nº  | Titolo                                                                      | Ospiti                                                                   | Prima TV          |
| --- | --------------------------------------------------------------------------- | ------------------------------------------------------------------------ | ----------------- |
| 1   | Immigrazione, il Papa con il governo                                        | Massimo Cacciari, Marco Travaglio, Giovanni Floris                       | 11 settembre 2017 |
| 2   | Addio ius soli                                                              | Piero Fassino, Andrea Segre, Stefano Zurlo                               | 12 settembre 2017 |
| 3   | Dal Vaffa al Governo                                                        | Elisabetta Gualmini, Carlo Freccero, Beppe Severgnini                    | 13 settembre 2017 |
| 4   | Sinistra: uno, nessuno, centomila                                           | Debora Serracchiani, Anna Falcone, Paolo Mieli                           | 14 settembre 2017 |
| 5   | Il paese dei complotti                                                      | Giulio Tremonti, Paolo Mieli, Vittorio Sgarbi                            | 15 settembre 2017 |
| 6   | La guerra dei vitalizi                                                      | Ugo Sposetti, Danilo Toninelli                                           | 16 settembre 2017 |
| 7   | Saviano sfida Grillo                                                        | Giampaolo Pansa, Antonio Padellaro, Marco Damilano                       | 18 settembre 2017 |
| 8   | Renzi e il sorpasso a destra                                                | Matteo Richetti, Alessandro Sallusti, Beppe Severgnini                   | 19 settembre 2017 |
| 9   | M5S da Grillo a San Gennaro                                                 | Gianrico Carofiglio, Lucio Caracciolo, Marco Travaglio                   | 20 settembre 2017 |
| 10  | Franceschini e il PD ombra                                                  | Dario Franceschini, Massimo Franco                                       | 21 settembre 2017 |
| 11  | Da Grillo a Di Maio                                                         | Paolo Mieli, Andrea Scanzi, Barbara Lezzi                                | 22 settembre 2017 |
| 12  | Tacco 12: scalata al potere                                                 | Gabriella Giammanco, Elisabetta Calise, Pietrangelo Buttafuoco           | 23 settembre 2017 |
| 13  | Merkel, la lezione per l'Italia                                             | Giovanni di Lorenzo, Antonio Padellaro, Diego Bianchi                    | 25 settembre 2017 |
| 14  | Berlino - Roma, 50 sfumature di nero                                        | Mario Monti, Tommaso Cerno, Stefano Zurlo                                | 26 settembre 2017 |
| 15  | Chi sono gli estremisti d'Italia                                            | Giorgia Meloni, Antonio Ferrari, Andrea Scanzi                           | 27 settembre 2017 |
| 16  | Raggi verso il processo                                                     | Alfonso Bonafede, Anna Foglietta, Giovanni Floris                        | 28 settembre 2017 |
| 17  | 5 Stelle: Berlusconi sei out                                                | Renato Brunetta, Paolo Mieli, Marco Travaglio                            | 29 settembre 2017 |
| 18  | Ius soli, perché no?                                                        | Daniela Santanchè, Emanuele Fiano, Ernesto Galli della Loggia            | 30 settembre 2017 |
| 19  | Il ritorno di Rutelli                                                       | Francesco Rutelli, Chiara Geloni, Lucio Caracciolo, Carlo Rossella       | 2 ottobre 2017    |
| 20  | Costamagna, le mani sulla cassa                                             | Claudio Costamagna, Marco Damilano, Beppe Severgnini                     | 3 ottobre 2017    |
| 21  | Governo, frana a sinistra                                                   | Maurizio Lupi, Paolo Mieli, Andrea Scanzi                                | 4 ottobre 2017    |
| 22  | Ultim'ora: la sinistra è divisa                                             | Tiziana Ferrario, Claudia Fusani, Marco Travaglio                        | 5 ottobre 2017    |
| 23  | Da Renzi un ramoscello di Ulivo                                             | Alessandra Moretti, Lorella Cuccarini, Pippo Civati                      | 6 ottobre 2017    |
| 24  | Politica, le mani sulla TV                                                  | Luca Barbareschi, Pierluigi Battista, Carlo Tecce                        | 7 ottobre 2017    |
| 25  | Renzi apre, Pisapia risponde                                                | Piero Fassino, Luca Telese, Lucio Caracciolo                             | 9 ottobre 2017    |
| 26  | Bersani e Grillo contro Gentiloni                                           | Roberto Speranza, Gianrico Carofiglio, Stefano Cappellini                | 10 ottobre 2017   |
| 27  | I 5 Stelle: Salvini venduto                                                 | Matteo Salvini, Antonio Padellaro                                        | 11 ottobre 2017   |
| 28  | Legge elettorale, alta tensione                                             | Roberto Giachetti, Tiziana Ferrario, Andrea Scanzi                       | 12 ottobre 2017   |
| 29  | PD, una vittoria di Pirro?                                                  | Elisabetta Gualmini, Marco Travaglio, Vittorio Sgarbi                    | 13 ottobre 2017   |
| 30  | La disoccupazione? Un inganno                                               | Alessandra Del Boca, Marta Fana, Enrico Giovannini                       | 14 ottobre 2017   |
| 31  | Riapre il Berlusconi Show                                                   | Antonio Padellaro, Claudio Cerasa, Alessandro Sallusti                   | 16 ottobre 2017   |
| 32  | Meloni, la mia sfida ai Macho                                               | Giorgia Meloni, Massimo Franco, Alessandro De Angelis                    | 17 ottobre 2017   |
| 33  | Renzi e l'attacco a Bankitalia                                              | Gianni Cuperlo, Claudio Cerasa, Andrea Scanzi                            | 18 ottobre 2017   |
| 34  | Renzi: rottamata Bankitalia                                                 | Matteo Renzi, Beppe Severgnini                                           | 19 ottobre 2017   |
| 35  | Scandali bancari e scandali sessuali                                        | Rita Rusić, Roberto D'Agostino, Stefano Cappellini, Lorella Zanardo      | 20 ottobre 2017   |
| 36  | Piccole Catalogne crescono                                                  | Giancarlo Giorgetti, Giuseppe Roma, Ugo Rossi                            | 21 ottobre 2017   |
| 37  | Il Nord si mette in proprio                                                 | Massimo Cacciari, Giovanni Minoli, Marco Damilano                        | 23 ottobre 2017   |
| 38  | 5 Stelle, assalto al Palazzo                                                | Roberta Lombardi, Antonio Padellaro, Federico Rampini                    | 24 ottobre 2017   |
| 39  | Chi vince con il Rosatellum                                                 | Marcello Sorgi, Marco Travaglio, Beppe Severgnini                        | 25 ottobre 2017   |
| 40  | Sinistra divisa e perdente?                                                 | Roberto Speranza, Maurizio Martina                                       | 26 ottobre 2017   |
| 41  | Grasso leader degli anti-Renzi?                                             | Claudia Fusani, Alessandro Sallusti, Andrea Scanzi                       | 27 ottobre 2017   |
| 42  | Padri che rottamano i figli                                                 | Teresa Ciabatti, Antonio Polito, Jacopo Fo                               | 28 ottobre 2017   |
| 43  | Sicilia, test per i leader                                                  | Francesco Merlo, Marco Damilano, Giovanni Floris                         | 30 ottobre 2017   |
| 44  | Elezioni a colpi di onestà                                                  | Marco Travaglio, Alessandro Sallusti, Aldo Cazzullo                      | 31 ottobre 2017   |
| 45  | Berlusconi: chi vota 5 Stelle non ha testa                                  | Giovanni Toti, Alfonso Bonafede, Giovanni Minoli                         | 1º novembre 2017  |
| 46  | Mai più sguattere del Guatemala?                                            | Andrea Orlando, Evelina Christillin, Andrea Scanzi                       | 2 novembre 2017   |
| 47  | 5 Stelle alla prova di Berlusconi                                           | Alessandro Di Battista, Beppe Severgnini, Antonio Padellaro              | 3 novembre 2017   |
| 48  | Armi, sesso e spie: un anno di Trump                                        | Katherine Wilson, Paola Tommasi, Sergio Romano                           | 4 novembre 2017   |
| 49  | Berlusconi-Grillo, l'Italia bipolare                                        | Carlo Freccero, Vittorio Zucconi, Pietrangelo Buttafuoco                 | 6 novembre 2017   |
| 50  | Chi saranno gli anti-berlusconiani?                                         | Renato Brunetta, Massimo Franco, Marco Travaglio                         | 7 novembre 2017   |
| 51  | Renzi vince in TV: ma alle urne?                                            | Alessandra Ghisleri, Beppe Severgnini, Andrea Scanzi                     | 8 novembre 2017   |
| 52  | Chi combatte i neofascisti                                                  | Massimo Cacciari, Paola Taverna, Massimo Giletti                         | 9 novembre 2017   |
| 53  | Mafia: Ostia come la Calabria?                                              | Nicola Gratteri, Andrea Franzoso, Stefano Zurlo                          | 10 novembre 2017  |
| 54  | La Chiesa come Hollywood?                                                   | Antonella Boralevi, Gianluigi Nuzzi, Stefano Massini                     | 11 novembre 2017  |
| 55  | La Tangentopoli del sesso                                                   | Bruno Vespa, Luca Telese, Carlo Tecce                                    | 13 novembre 2017  |
| 56  | Italia game over                                                            | Matteo Richetti, Antonio Padellaro, Vittorio Zucconi                     | 14 novembre 2017  |
| 57  | Bersani e Renzi, amici mai?                                                 | Pier Luigi Bersani, Antonio Polito, Beppe Severgnini                     | 15 novembre 2017  |
| 58  | Berlusconi e il prezzo dell'amore                                           | Francesco Rutelli, Marco Damilano, Andrea Scanzi                         | 16 novembre 2017  |
| 59  | L'antistato nella tomba                                                     | Marco Travaglio, Gene Gnocchi, Massimo Giletti                           | 17 novembre 2017  |
| 60  | La nuova caccia all'orco                                                    | Lorella Zanardo, Annalisa Chirico, Paolo Mieli                           | 18 novembre 2017  |
| 61  | Il centrosinistra riparte da Prodi                                          | Graziano Delrio, Corrado Augias, Antonio Padellaro                       | 20 novembre 2017  |
| 62  | Sinistra contro sinistra                                                    | Roberto Giachetti, Nicola Fratoianni, Vittorio Zucconi                   | 21 novembre 2017  |
| 63  | "Di Maio? Meglio Berlusconi"                                                | Mario Calabresi, Andrea Purgatori, Beppe Severgnini                      | 22 novembre 2017  |
| 64  | Renzi tra Di Maio e Berlusconi                                              | Matteo Renzi, Lucio Caracciolo                                           | 23 novembre 2017  |
| 65  | La sinistra sul lettino                                                     | Michele Serra, Giovanni Floris, Massimo Recalcati                        | 24 novembre 2017  |
| 66  | Scuola ostaggio dei genitori?                                               | Marina Boscaino, Carlo Ratti, Paolo Crepet                               | 25 novembre 2017  |
| 67  | Di Battista, Grillo perde una stella                                        | Alessandro Di Battista, Riccardo Scamarcio                               | 27 novembre 2017  |
| 68  | D'Alema, ritorno in Parlamento?                                             | Massimo D'Alema, Nicola Porro                                            | 28 novembre 2017  |
| 69  | Casini, la verità sulle banche                                              | Pier Ferdinando Casini, Marco Travaglio                                  | 29 novembre 2017  |
| 70  | Lapo e l'Italia di Renzusconi                                               | Lapo Elkann, Andrea Scanzi, Beppe Severgnini                             | 30 novembre 2017  |
| 71  | L'Italia e i neofascisti                                                    | Daniela Santanchè, Stefano Parisi, Vauro                                 | 1º dicembre 2017  |
| 72  | Dopo Weinstein cambia tutto?                                                | Elda Lanza, Silvia Truzzi, Fulvio Abbate                                 | 2 dicembre 2017   |
| 73  | Grasso lancia la sfida a Renzi                                              | Paolo Mieli, Luca Telese, Pietrangelo Buttafuoco                         | 4 dicembre 2017   |
| 74  | La rottamatrice Meloni                                                      | Giorgia Meloni, Antonio Padellaro, Beppe Severgnini                      | 5 dicembre 2017   |
| 75  | Elezioni, chi offre di più                                                  | Laura Castelli, Carlo Cottarelli, Alessandro Gassmann                    | 6 dicembre 2017   |
| 76  | Il maxi-condono di Salvini                                                  | Matteo Salvini, Antonio Polito                                           | 7 dicembre 2017   |
| 77  | I russi aiutano Lega e 5 Stelle?                                            | Vito Mancuso, Vittorio Sgarbi, Marco Travaglio                           | 8 dicembre 2017   |
| 78  | E se davvero toccasse a Grillo?                                             | Ernesto Galli della Loggia, Claudio Cerasa, Piergiorgio Odifreddi        | 9 dicembre 2017   |
| 79  | Quanto vale Grasso leader                                                   | Ezio Mauro, Luciano Canfora                                              | 11 dicembre 2017  |
| 80  | PD e i voti in libera uscita                                                | Matteo Richetti, Sergio Castellitto, Antonio Padellaro                   | 12 dicembre 2017  |
| 81  | Berlusconi-Salvini, alta tensione                                           | Marco Damilano, Alessandro Sallusti, Andrea Scanzi                       | 13 dicembre 2017  |
| 82  | Boschi: "Adesso basta!"                                                     | Maria Elena Boschi, Marco Travaglio                                      | 14 dicembre 2017  |
| 83  | PD, quanto pesa il caso Boschi                                              | Massimo Cacciari, Beppe Severgnini                                       | 15 dicembre 2017  |
| 84  | Sinistra al bivio: Grillo o Berlusconi?                                     | Anna Falcone, Luca Ricolfi                                               | 16 dicembre 2017  |
| 85  | Boschi, tre giorni di fuoco                                                 | Antonio Padellaro, Claudio Cerasa, Andrea Purgatori                      | 18 dicembre 2017  |
| 86  | Banche, la verità di Monti                                                  | Mario Monti, Fiorenza Sarzanini, Gianrico Carofiglio                     | 19 dicembre 2017  |
| 87  | Banche, Euro, imprese: parla Di Maio                                        | Luigi Di Maio, Remo Ruffini                                              | 20 dicembre 2017  |
| 88  | Della Valle torna in campo                                                  | Diego Della Valle, Giovanni Floris                                       | 21 dicembre 2017  |
| 89  | Il Partito dei Presidenti                                                   | Gherardo Colombo, Ernesto Galli della Loggia, Marco Travaglio            | 22 dicembre 2017  |
| 90  | Negozi chiusi la domenica?                                                  | Antonella Boralevi, Danilo Toninelli, Benedetto Della Vedova             | 23 dicembre 2017  |
| 91  | Le sorprese del 2018                                                        | Lucio Caracciolo, Giovanni Floris, Beppe Severgnini                      | 2 gennaio 2018    |
| 92  | L'anno dei viziosi                                                          | Barbara Alberti, Francesco Merlo, Roberto D'Agostino                     | 3 gennaio 2018    |
| 93  | 2018, la politica in TV                                                     | Carlo Freccero, Massimo Bernardini, Carmine Castoro                      | 4 gennaio 2018    |
| 94  | Se fa soldi non è cultura                                                   | Cecilie Hollberg, Tomaso Montanari, Fulvio Abbate                        | 5 gennaio 2018    |
| 95  | La rincorsa di Renzi                                                        | Matteo Renzi, Paolo Mieli                                                | 8 gennaio 2018    |
| 96  | Meno tasse per tutti                                                        | Massimo Cacciari, Diego Bianchi, Alessandro Sallusti                     | 9 gennaio 2018    |
| 97  | La sinistra della Boldrini                                                  | Laura Boldrini, Beppe Severgnini                                         | 10 gennaio 2018   |
| 98  | Lorenzin, l'ala destra di Renzi                                             | Beatrice Lorenzin, Marco Travaglio                                       | 11 gennaio 2018   |
| 99  | Calenda, il leader che non si candida                                       | Carlo Calenda, Antonio Padellaro                                         | 12 gennaio 2018   |
| 100 | Università gratis per tutti?                                                | Laura Donnini, Elisa Simoni, Michel Martone                              | 13 gennaio 2018   |
| 101 | Franceschini e le sinistre contro                                           | Dario Franceschini, Tomaso Montanari                                     | 15 gennaio 2018   |
| 102 | La campagna vip dei 5 Stelle                                                | Emilio Carelli, Massimo Franco, Andrea Scanzi                            | 16 gennaio 2018   |
| 103 | La versione di Carlo De Benedetti                                           | Carlo De Benedetti                                                       | 17 gennaio 2018   |
| 104 | Elezioni, vitalizio batte flat tax                                          | Massimo Giletti, Massimo Giannini, Luca Telese                           | 18 gennaio 2018   |
| 105 | Salvini-Berlusconi, fratelli coltelli                                       | Matteo Salvini, Marco Travaglio                                          | 19 gennaio 2018   |
| 106 | Le nevrosi degli onorevoli                                                  | Francesca Schianchi, Claudio Belardi, Piero Rocchini                     | 20 gennaio 2018   |
| 107 | Il ritorno della Gabanelli                                                  | Milena Gabanelli                                                         | 22 gennaio 2018   |
| 108 | Berlusconi-5 Stelle, scintille                                              | Maurizio Lupi, Danilo Toninelli                                          | 23 gennaio 2018   |
| 109 | Sala e la sfida a sinistra                                                  | Giuseppe Sala, Anna Falcone, Marco Damilano                              | 24 gennaio 2018   |
| 110 | L'Italia che deraglia                                                       | Stefano Massini, Marco Travaglio, Beppe Severgnini                       | 25 gennaio 2018   |
| 111 | Candidati all'ultimo sangue                                                 | Antonio Padellaro, Massimo Franco, Claudio Cerasa                        | 26 gennaio 2018   |
| 112 | Elezioni? Pensa alla salute                                                 | Maria Giovanna Luini, Federico Gelli, Elio Lannutti                      | 27 gennaio 2018   |
| 113 | Nasce il Movimento Di Maio                                                  | Luigi Di Maio, Beppe Severgnini                                          | 29 gennaio 2018   |
| 114 | Prodi sceglie Renzi                                                         | Matteo Richetti, Piergiorgio Odifreddi, Alessandro Sallusti              | 30 gennaio 2018   |
| 115 | Timori per Berlusconi                                                       | Tommaso Cerno, Giorgio Mulé, Andrea Scanzi                               | 31 gennaio 2018   |
| 116 | I 5 Stelle come la DC?                                                      | Fabio Volo, Paolo Mieli, Marco Travaglio                                 | 1º febbraio 2018  |
| 117 | La signora della destra                                                     | Giorgia Meloni, Pino Corrias                                             | 2 febbraio 2018   |
| 118 | Il Ministro 5 Stelle                                                        | Veronica De Romanis, Lorenzo Fioramonti                                  | 3 febbraio 2018   |
| 119 | I neofascisti e la sinistra divisa                                          | Pietro Grasso, Marco Damilano                                            | 5 febbraio 2018   |
| 120 | Renzi punta su Padoan                                                       | Pier Carlo Padoan, Massimo Franco, Massimo Giletti                       | 6 febbraio 2018   |
| 121 | Una iena contro il PD                                                       | Sandro Gozi, Dino Giarrusso                                              | 7 febbraio 2018   |
| 122 | Bonino: i migranti non si cacciano                                          | Emma Bonino, Alessandro De Angelis, Alessandro Sallusti                  | 8 febbraio 2018   |
| 123 | Per chi votano i "rincoglioniti"                                            | Massimo Cacciari, Virman Cusenza, Marco Travaglio                        | 9 febbraio 2018   |
| 124 | 4 marzo, voto sul Jobs Act                                                  | Mattia Mor, Marco Rizzo, Riccardo Staglianò                              | 10 febbraio 2018  |
| 125 | Renzi e la destra che avanza                                                | Matteo Renzi, Alessandro Sallusti                                        | 12 febbraio 2018  |
| 126 | Boldrini-Salvini, faccia a faccia                                           | Laura Boldrini, Matteo Salvini                                           | 13 febbraio 2018  |
| 127 | I conti in tasca a Berlusconi                                               | Renato Brunetta, Veronica De Romanis                                     | 14 febbraio 2018  |
| 128 | Chi sono i furbetti a 5 Stelle?                                             | Barbara Lezzi, Luciano Fontana, Andrea Scanzi                            | 15 febbraio 2018  |
| 129 | Gentiloni e il governo di domani                                            | Paolo Gentiloni, Paolo Mieli                                             | 16 febbraio 2018  |
| 130 | Trump e i segreti della Casa Bianca                                         | Michael Wolff, Andrea Purgatori                                          | 17 febbraio 2018  |
| 131 | Meglio Renzi o Gentiloni?                                                   | Riccardo Illy, Antonio Padellaro, Alessandro Sallusti                    | 19 febbraio 2018  |
| 132 | Pansa e i partiti "pericolosi"                                              | Beatrice Lorenzin, Viola Carofalo, Giampaolo Pansa                       | 20 febbraio 2018  |
| 133 | Berlusconi dà ancora le carte                                               | Silvio Berlusconi, Beppe Severgnini                                      | 21 febbraio 2018  |
| 134 | Emma balla con tutti?                                                       | Emma Bonino, Marco Travaglio                                             | 22 febbraio 2018  |
| 135 | I 5 Stelle bussano al Quirinale                                             | Gianrico Carofiglio, Alessandro Di Battista                              | 23 febbraio 2018  |
| 136 | I prodiani contro la Lega                                                   | Giulio Santagata, Armando Siri, Enrico Giovannini                        | 24 febbraio 2018  |
| 137 | Il Vangelo in campagna elettorale                                           | Giorgia Meloni, Monica Guerritore, Vittorio Zucconi                      | 26 febbraio 2018  |
| 138 | Renzi - Bersani, l'ultima sfida                                             | Pier Luigi Bersani                                                       | 27 febbraio 2018  |
| 139 | Salvini-Berlusconi: operazione sorpasso                                     | Matteo Salvini                                                           | 28 febbraio 2018  |
| 140 | Di Maio, il Vaffa è finito                                                  | Luigi Di Maio                                                            | 1º marzo 2018     |
| 141 | Minniti e il PD della sicurezza                                             | Marco Minniti                                                            | 2 marzo 2018      |
| 142 | Ribelliamoci alla rete!                                                     | Marianna Aprile, Umberto Galimberti, Nicola Zamperini                    | 3 marzo 2018      |
| 143 | Governo, Di Maio o Salvini?                                                 | Paolo Mieli, Massimo Cacciari, Marco Travaglio, Alessandro Sallusti      | 5 marzo 2018      |
| 144 | Di Maio e Salvini a caccia del PD                                           | Antonio Padellaro, Pino Corrias, Beppe Severgnini                        | 6 marzo 2018      |
| 145 | Calenda dopo Renzi?                                                         | Carlo Calenda, Marco Damilano                                            | 7 marzo 2018      |
| 146 | Monti e i populisti al potere                                               | Mario Monti, Marco Travaglio                                             | 8 marzo 2018      |
| 147 | Salvini-Di Maio, i conti senza l'oste                                       | Massimo Franco, Massimo Giletti, Andrea Scanzi                           | 9 marzo 2018      |
| 148 | I 5 Stelle sono ancora populisti?                                           | Piero Ignazi, Claudio Cerasa, Antonio Monda                              | 10 marzo 2018     |
| 149 | Nasce il PD dopo Renzi                                                      | Matteo Richetti, Gianrico Carofiglio                                     | 12 marzo 2018     |
| 150 | Di Maio, no al governissimo                                                 | Carlo Rossella, Carlo Freccero, Andrea Scanzi                            | 13 marzo 2018     |
| 151 | Il governo di Bankitalia                                                    | Salvatore Rossi, Vittorio Zucconi, Luca Telese                           | 14 marzo 2018     |
| 152 | Di Maio-Salvini, prove di governo                                           | Giovanni Toti, Massimo Franco, Marco Travaglio                           | 15 marzo 2018     |
| 153 | Tutti sul carro dei 5 Stelle?                                               | Rachel Donadio, Paolo Mieli, Giovanni Floris                             | 16 marzo 2018     |
| 154 | Berlusconi, fine di un'era                                                  | Laura Ravetto, Michela Marzano, Lorenzo De Sio                           | 17 marzo 2018     |
| 155 | Di Maio-Salvini, vero amore?                                                | Antonio Padellaro, Alessandro Sallusti, Beppe Severgnini                 | 19 marzo 2018     |
| 156 | Di Maio e i "partiti moribondi"                                             | Michele Ainis, Stefano Cappellini, Marco Travaglio                       | 20 marzo 2018     |
| 157 | Camera a Di Maio, Senato a Berlusconi                                       | Lina Palmerini, Giorgio Mulé, Luciano Canfora                            | 21 marzo 2018     |
| 158 | Nessun accordo sulle camere                                                 | Pier Ferdinando Casini, Marco Travaglio                                  | 22 marzo 2018     |
| 159 | Blitz di Salvini, centrodestra in pezzi                                     | Massimo Franco, Massimo Giannini, Antonello Caporale                     | 23 marzo 2018     |
| 160 | Di Maio-Salvini, prove di governo                                           | Antonio Padellaro, Massimo Giannini, Alessandro Sallusti                 | 24 marzo 2018     |
| 161 | Salvini-Di Maio, chi fa il premier?                                         | Paolo Mieli, Andrea Scanzi                                               | 26 marzo 2018     |
| 162 | Di Maio, Salvini e i poteri forti                                           | Franco Bernabè                                                           | 27 marzo 2018     |
| 163 | Salvini minaccia il voto                                                    | Marco Damilano, Marco Travaglio, Beppe Severgnini                        | 28 marzo 2018     |
| 164 | L'opposizione fa bene al PD?                                                | Massimo Cacciari, Gianfranco Pasquino, Claudio Cerasa                    | 29 marzo 2018     |
| 165 | Salvini-Di Maio, c'eravamo tanto odiati                                     | Elisabetta Gualmini, Silvia Truzzi, Luca Telese                          | 30 marzo 2018     |
| 166 | Le spie nell'era Facebook                                                   | Cinzia Tani, Andrea Purgatori, Alberto Negri                             | 31 marzo 2018     |
| 167 | Scende in campo Mattarella                                                  | Antonio Padellaro, Alessandro Sallusti, Lorenzo De Sio                   | 2 aprile 2018     |
| 168 | Di Maio: Salvini sì, Berlusconi no                                          | Ernesto Galli della Loggia, Massimo Franco, Andrea Scanzi                | 3 aprile 2018     |
| 169 | Salvini lascerà Berlusconi?                                                 | Luciano Canfora, Alessandro De Angelis, Massimiliano Fedriga             | 4 aprile 2018     |
| 170 | Di Maio apre a Renzi                                                        | Gianrico Carofiglio, Marco Travaglio                                     | 5 aprile 2018     |
| 171 | Di Maio all'angolo                                                          | Giancarlo De Cataldo, Tomaso Montanari, Beppe Severgnini                 | 6 aprile 2018     |
| 172 | "I vitalizi non hanno scampo"                                               | Paolo Di Paolo, Maurizio Paniz, Carlo Tecce                              | 7 aprile 2018     |
| 173 | PD, mai con Di Maio?                                                        | Graziano Delrio, Marco Damilano                                          | 9 aprile 2018     |
| 174 | Salvini-Berlusconi, chi conta di più                                        | Antonio Tajani, Antonio Padellaro, Massimo Franco                        | 10 aprile 2018    |
| 175 | Di Maio - Salvini, se telefonando...                                        | Lucio Caracciolo, Andrea Scanzi, Alessandro Barbano                      | 11 aprile 2018    |
| 176 | Berlusconi non si scansa                                                    | Paolo Mieli, Marco Travaglio, Alessandro Sallusti                        | 12 aprile 2018    |
| 177 | Mattarella: "Ora faccio io"                                                 | Elisabetta Gualmini, Riccardo Iacona, Massimo Giannini                   | 13 aprile 2018    |
| 178 | I giornalisti sotto scorta                                                  | Paolo Borrometi, Federica Angeli, Saverio Lodato                         | 14 aprile 2018    |
| 179 | Di Maio e il fattore B                                                      | Luigi Di Maio, Massimo Franco                                            | 16 aprile 2018    |
| 180 | 5 Stelle, cambio di programma                                               | Claudia Fusani, Marco Travaglio, Maurizio Molinari                       | 17 aprile 2018    |
| 181 | 5 Stelle, ultimatum a Salvini                                               | Massimo Cacciari, Andrea Greco, Oscar Farinetti                          | 18 aprile 2018    |
| 182 | Di Maio: Salvini sì, Berlusconi no                                          | Giovanni Floris, Antonio Padellaro, Alessandro Sallusti, Carlo Veneziale | 19 aprile 2018    |
| 183 | 5 Stelle: pietra tombale su Berlusconi                                      | Giulia Cerasoli, Beppe Severgnini, Andrea Scanzi, Donato Toma            | 20 aprile 2018    |
| 184 | Italia, allarme degrado                                                     | Antonella Boralevi, Vittorio Sgarbi, Carlo Ratti                         | 21 aprile 2018    |
| 185 | Fico, esploratore a sinistra                                                | Giacinto della Cananea, Lina Palmerini, Massimo Franco                   | 23 aprile 2018    |
| 186 | Di Maio apre al PD lacerato                                                 | Paolo Mieli, Luca Telese, Stefano Massini                                | 24 aprile 2018    |
| 187 | "Tu lo faresti un governo con i 5 Stelle?"                                  | Federica Cacciola, Carlo Freccero, Beppe Severgnini                      | 25 aprile 2018    |
| 188 | Crisi, la palla al PD                                                       | Chiara Geloni, Massimo Giletti, Alessandro Sallusti                      | 26 aprile 2018    |
| 189 | PD: vado, non vado...                                                       | Matteo Orfini, Marco Travaglio                                           | 27 aprile 2018    |
| 190 | Roma, referendum sulla Raggi                                                | Linda Meleo, Riccardo Magi                                               | 28 aprile 2018    |
| 191 | Salvini: al voto o al governo                                               | Massimiliano Fedriga, Claudio Cerasa, Luca Telese                        | 30 aprile 2018    |
| 192 | Lo psicodramma del PD                                                       | Debora Serracchiani, Norma Rangeri, Massimo Franco                       | 1º maggio 2018    |
| 193 | Di Maio: Salvini ricattato                                                  | Giovanni Toti, Claudia Fusani, Antonio Padellaro                         | 2 maggio 2018     |
| 194 | Mattarella sfida i partiti                                                  | Laura Morante, Lucio Caracciolo, Marco Travaglio                         | 3 maggio 2018     |
| 195 | Veltroni e il governo di nessuno                                            | Walter Veltroni, Massimo Giannini                                        | 4 maggio 2018     |
| 196 | I rischi di un Islam italiano                                               | Daniela Santanchè, Sumaya Abdel Qader, Paolo Salvatori                   | 5 maggio 2018     |
| 197 | Mattarella, governo elettorale                                              | Paolo Mieli, Marco Damilano, Federico Rampini                            | 7 maggio 2018     |
| 198 | Mari, monti o urne?                                                         | Evelina Christillin, Gianrico Carofiglio, Andrea Scanzi                  | 8 maggio 2018     |
| 199 | Di Maio-Salvini, notte decisiva                                             | Massimo Cacciari, Alessandro Sallusti, Massimo Giannini                  | 9 maggio 2018     |
| 200 | Di Maio-Salvini, una poltrona per due                                       | Elena Sofia Ricci, Beppe Severgnini, Marco Travaglio                     | 10 maggio 2018    |
| 201 | Salvini - Di Maio, premier cercasi                                          | Serena Dandini, Alessandro De Angelis, Massimo Cacciari                  | 11 maggio 2018    |
| 202 | Moriremo democristiani?                                                     | Simone Lenzi, Pietro Belfiore, Andrea Scanzi                             | 12 maggio 2018    |
| 203 | Salvini-Di Maio, rischio naufragio                                          | Paolo Mieli, Antonio Padellaro, Alessandro Sallusti                      | 14 maggio 2018    |
| 204 | Salvini e Di Maio contro l'Europa                                           | Anna Maria Bernini, Francesco Merlo, Luca Telese                         | 15 maggio 2018    |
| 205 | Ballando con i 5 Stelle                                                     | Milly Carlucci, Andrea Scanzi, Beppe Severgnini                          | 16 maggio 2018    |
| 206 | Salvini e Di Maio all'ultima curva                                          | Luciano Fontana, Marcello Sorgi, Marco Travaglio                         | 17 maggio 2018    |
| 207 | 48 ore per trovare un premier                                               | Elizabeth Sombart, Massimo Giannini, Luca Telese                         | 18 maggio 2018    |
| 208 | Terremoto nei palazzi del potere                                            | Alberto Cattaneo, Augusto Minzolini, Marco Lillo                         | 19 maggio 2018    |
| 209 | Governo Conte, decide Mattarella                                            | Antonio Padellaro, Massimo Franco, Alessandro Sallusti, Marco Damilano   | 21 maggio 2018    |
| 210 | Conte in calo, risale Di Maio                                               | Paolo Mieli, Marco Travaglio                                             | 22 maggio 2018    |
| 211 | Governo Conte, primo passo                                                  | Carlo Freccero, Massimo Giannini, James Politi                           | 23 maggio 2018    |
| 212 | Conte, mano libera sui ministri?                                            | Andrea Montanari, Beppe Severgnini, Andrea Scanzi                        | 24 maggio 2018    |
| 213 | Governo, scontro con il Quirinale                                           | Elisabetta Gualmini, Marco Travaglio, Lucio Caracciolo                   | 25 maggio 2018    |
| 214 | Governo, salta tutto?                                                       | Veronica De Romanis, Alessandro De Angelis, Francesco Borgonovo          | 26 maggio 2018    |
| 215 | 5 Stelle, assalto al Quirinale                                              | Alessandro Di Battista, Massimo Franco                                   | 28 maggio 2018    |
| 216 | Renzi e il voto a luglio                                                    | Matteo Renzi, Marcello Sorgi                                             | 29 maggio 2018    |
| 217 | Di Maio scarica Savona, Salvini no                                          | Massimo Cacciari, Alessandro Sallusti, Paolo Mieli                       | 30 maggio 2018    |
| 218 | Di Maio-Salvini, nasce il governo                                           | Beppe Severgnini, Giovanni Floris, Giancarlo De Cataldo]                 | 31 maggio 2018    |
| 219 | Il governo c'è, il cambiamento chissà                                       | Marianna Aprile, Vittorio Zucconi, Marco Travaglio                       | 1º giugno 2018    |
| 220 | Servi della Germania?                                                       | Tonia Mastrobuoni, Paola Tommasi, Udo Gümpel                             | 2 giugno 2018     |
| 221 | Governa Conte, comanda Salvini?                                             | Mario Calabresi, Antonio Padellaro                                       | 4 giugno 2018     |
| 222 | Salvini-Di Maio, prima fiducia                                              | Marco Minniti, Paolo Mieli                                               | 5 giugno 2018     |
| 223 | Conte, dalle parole ai fatti                                                | Gianrico Carofiglio, Massimo Franco, Andrea Scanzi                       | 6 giugno 2018     |
| 224 | Conte, tra Trump e Putin                                                    | Massimo Giletti, Beppe Severgnini, Luca Telese                           | 7 giugno 2018     |
| 225 | Conte, pregiudizio universale?                                              | Marco Travaglio, Massimo Giannini                                        | 8 giugno 2018     |
| 226 | I nuovi inquilini del palazzo                                               | Lina Palmerini, Roberto D'Agostino, Stefano Massini                      | 9 giugno 2018     |
| 227 | Salvini: alzare la voce paga                                                | Lucio Caracciolo, Marco Damilano, Alberto Alesina                        | 11 giugno 2018    |
| 228 | Il governo Salvini                                                          | Matteo Salvini                                                           | 12 giugno 2018    |
| 229 | D'Alema e l'Italia sovranista                                               | Massimo D'Alema, Massimo Franco                                          | 13 giugno 2018    |
| 230 | La corruzione al tempo dell'onestà                                          | Massimo Giannini, Diego Bianchi, Andrea Scanzi                           | 14 giugno 2018    |
| 231 | Il governo cambia, la corruzione no                                         | Stefano Cappellini, Marco Travaglio, Stefano Zurlo                       | 15 giugno 2018    |
| 232 | I migranti e la linea Salvini                                               | Furio Colombo, Pierfrancesco Majorino, Francesco Borgonovo               | 16 giugno 2018    |
| 233 | I 5 Stelle e la bufera Roma (1ª parte) L'Italia fuori dai giochi (2ª parte) | Alfonso Bonafede, Antonio Padellaro, Pierluigi Pardo                     | 18 giugno 2018    |
| 234 | Salvini e l'opposizione che non c'è                                         | Evelina Christillin, Matteo Richetti, Alessandro Sallusti                | 19 giugno 2018    |
| 235 | I segreti del Salvinismo                                                    | Giovanni Floris, Marianna Aprile, Beppe Severgnini                       | 20 giugno 2018    |
| 236 | Salvini - Saviano, scontro frontale                                         | Massimo Cacciari, Vittorio Zucconi, Marco Travaglio                      | 21 giugno 2018    |
| 237 | L'Italia e la fine dell'accoglienza                                         | Enzo Fortunato, Vittorio Sgarbi, Massimo Giannini                        | 22 giugno 2018    |
| 238 | Governo nuovo, parole vecchie?                                              | Antonella Boralevi, Nicola Gardini, Vittorio Feltri                      | 23 giugno 2018    |
| 239 | Salvini si mangia anche la sinistra                                         | Carlo Calenda, Paolo Mieli, Marco Damilano, Filippo Spiezia              | 25 giugno 2018    |
| 240 | Rutelli e l'effetto Salvini                                                 | Francesco Rutelli, Andrea Scanzi, Alessandro Sallusti                    | 26 giugno 2018    |
| 241 | Cantone, l'accoglienza è un business?                                       | Raffaele Cantone, Vittorio Alberti, Antonio Padellaro                    | 27 giugno 2018    |
| 242 | Governo Conte, parla Gentiloni                                              | Paolo Gentiloni, Paolo Mieli                                             | 28 giugno 2018    |
| 243 | Conte, chi ha vinto sui migranti?                                           | Paolo Giordano, Marco Travaglio, Beppe Severgnini                        | 29 giugno 2018    |
| 244 | Italia, come cambia la musica                                               | Eva Cantarella, Alberto Mattioli, Luca Telese                            | 30 giugno 2018    |